# 에틸아민
에틸아민(영어: ethylamine)은 화학식이 CH3CH2NH2인 유기 화합물이다. 에테인아민(영어: ethanamine)이라고도 한다. 에틸아민은 무색의 기체로 암모니아와 같은 강한 냄새가 난다. 에틸아민은 실온 바로 아래에서 거의 모든 용매와 섞일 수 있는 액체로 응축된다. 에틸아민은 아민의 경우와 같이 친핵성 염기이다. 에틸아민은 화학 산업 및 유기 합성에서 널리 사용된다.

## 합성
에틸아민은 두 가지 공정에 의해 대규모로 생산된다. 가장 일반적으로 에탄올과 암모니아는 산화물 촉매의 존재 하에서 다음과 같이 결합한다.
CH3CH2OH  +  NH3   →  CH3CH2NH2  +  H2O
이 반응에서 에틸아민은 다이에틸아민 및 트라이에틸아민과 함께 생성된다. 이 세 가지 아민의 총량으로 연간 약 8천만 kg이 산업적으로 생산된다. 또한 에틸아민은 아세트알데하이드의 환원적 아미노화에 의해 생성된다.
CH3CHO  +  NH3  +  H2   →  CH3CH2NH2  +  H2O
에틸아민은 여러 다른 경로로 제조할 수도 있지만 경제적이지 않다. 에틸렌과 암모니아는 나트륨 아마이드 또는 관련 염기성 촉매의 존재 하에 결합하여 에틸아민을 생성한다.
H2C=CH2  +  NH3  →  CH3CH2NH2
아세토나이트릴, 아세트아마이드 및 나이트로에테인의 수소화로 에틸아민이 생성된다. 이러한 반응은 수소화 알루미늄 리튬을 사용하여 화학양론적으로 수행될 수 있다. 다른 경로에서 에틸아민은 수산화 칼륨과 같은 강염기를 사용하여 할로에테인(예: 클로로에테인 또는 브로모에테인)과 암모니아를 사용하여 친핵성 치환으로 합성할 수 있다. 이 방법으로 다이에틸아민 및 트라이에틸아민을 비롯한 상당한 양의 부산물들을 생성할 수 있다.
CH3CH2Cl + NH3 +  KOH  →   CH3CH2NH2 + KCl + H2O
에틸아민은 또한 우주에서 자연적으로 생성되며, 성간 가스의 구성 요소이다.

## 반응
다른 단순 지방족 아민과 마찬가지로 에틸아민은 약염기이다. [CH3CH2NH3]+의 pKa는 10.8로 결정되었다.
에틸아민은 아실화 및 양성자화와 같은 1차 알킨 아민에 대해 예상되는 반응을 겪는다. 설폰아마이드의 산화에 이은 염화 설퍼릴과의 반응으로 다이에틸다이아젠(EtN=NEt)이 생성된다. 에틸아민은 과망가니즈산 칼륨과 같은 강한 산화제로 산화시켜 아세트알데하이드를 생성할 수 있다.
다른 1차 아민과 같이 에틸아민은 리튬 금속에 대한 좋은 용매로 [Li(아민)4]+ 이온 및 용매화 전자를 생성한다. 이러한 용액은 나프탈렌 및 알카인과 같은 불포화 유기 화합물의 환원에 사용된다.

## 활용
에틸아민은 아트라진과 시마진을 포함한 많은 제초제들의 전구체이다. 에틸아민은 고무 제품에서도 발견된다.
에틸아민은 사이클리딘 해리성 마취제(페닐 고리에 2-클로로기가 없는 케타민 유사체 및 N-에틸 유사체)의 합성에서 벤조나이트릴(케타민 합성에서 O-클로로벤조나이트릴 및 메틸아민과 대조적으로)과 함께 전구체 화학 물질로 사용된다. 이는 잘 알려진 마취제인 케타민 및 기분전환용 약물인 펜시클리딘과 밀접한 관련이 있으며, 암시장에서 기분전환용 환각제 및 안정제로 거래되고 있다. 이것은 케타민(NMDA 수용체 길항제)과 동일한 작용 기전을 가지고 있지만 PCP 결합 부위에서 훨씬 더 큰 효능, 더 긴 반감기 및 훨씬 더 두드러진 부교감신경 흥분성 효과를 갖는 사이클리딘을 생성한다.

## 같이 보기
- 아민
- 메틸아민